# Martians Go Home
Pour plus de détails, voir Fiche technique et Distribution.
Martians Go Home est une comédie de science-fiction sortie en 1990 mettant en vedette Randy Quaid, réalisée par David Odell (en), écrite par Charles S. Haas (en), et basée sur le roman Martiens, Go Home! de Fredric Brown.

## Synopsis
Quaid joue une musique qui invite accidentellement un milliard de Martiens (tous représentés par des humoristes de la fin des années 1980 et début des années 1990) sur la planète Terre.
Ces Martiens deviennent une nuisance pour la planète en jouant constamment des farces et en refusant de permettre à quiconque de sortir en mentant ou par des tromperies de toutes sortes.

## Fiche technique
- Titre : Martians Go Home
- Réalisation : David Odell
- Scénario : Charles S. Haas (en) d'après le roman de Fredric Brown
- Musique : Allan Zavod
- Photographie : Peter Deming
- Montage : Kathryn Campbell
- Production : Michael D. Pariser
- Société de production : Edward R. Pressman Productions et Martians
- Société de distribution : Taurus Entertainment Company (États-Unis)
- Pays :  États-Unis
- Genre : Comédie et science-fiction
- Durée : 89 minutes
- Dates de sortie : 
  -  Italie : octobre 1989 (MIFED)
  -  États-Unis : 20 avril 1990

## Distribution
- Randy Quaid : Mark Devereaux
- Margaret Colin : Sara Brody
- Anita Morris : Dr. Jane Buchanan
- John Philbin : Donny
- Ronny Cox : le Président
- Timothy Stack : Seagrams
- Bruce French : Elgins
- Gerrit Graham : Stan Garrett
- Dean Devlin : Joe Fledermaus
- Roy Brocksmith : M. Kornheiser
- Nicky Katt : Hippie
- Troy Evans : Cop
- Steve Blacknell : le présentateur du jeu télévisé
- Allan Katz : Melvin Knudson
- Cynthia Ettinger : la patiente de Dr. Jane